# Lord John Hay
John Hay (c. 1668 – 5 août 1706 à Courtrai) est un général de brigade écossais. Il sert dans la British Army sous le commandement de John Churchill, 1er duc de Marlborough.

## Biographie
John Hay est le second fils du 2e marquis de Tweeddale.
Hay obtient, par achat, le grade de colonel des Scots Greys en 1704, puis est nommé général de brigade. Il se trouve dès lors sous le commandement de John Churchill, 1er duc de Marlborough. Les dragons de Hay mènent plusieurs combats notables, particulièrement lors de la bataille de Schellenberg où l'unité est démontée mais parvient à renverser ses adversaires et conquérir les hauteurs à pied. L'unité a aussi combattu à la bataille de Ramillies, faisant prisonniers des soldats du régiment du Roi, ce qui lui vaut, selon la tradition, le droit de porter les chapeaux de grenadiers, distinction perpétuée par la suite.
Lors d'une campagne militaire, Hay meurt des suites d'une fièvre à Courtrai, le 15 août 1706, « au grand regret de toute l'armée » (to the regret of the whole army).
Hay se marie deux fois, une première fois avec Mary Dalzell, seule fille de James Dalzell, 3e comte de Carnwath, et Mary Seton, et une seconde fois avec Elizabeth, fille de Charles Orby de Crowland dans le Lincolnshire. Elizabeth lui survit et épouse ensuite le major général Robert Hunter.